# 陳甲寅
陳甲寅（1974年3月16日—），印尼男子羽球運動員，後來代表新加坡。從國際賽退役後，他擔任教練。
陳甲寅出生於一個羽球家庭，他的兄弟姐妹陳甲亮、陳甲志和Sandrawati都是前印尼球員。陳甲寅在1995-2000年間為印尼國家隊效力。 他是印尼贏得1998年湯姆斯盃的國家隊成員之一。
陳甲寅開始在陳甲亮國際羽毛球中心擔任教練的新職業，其後他被聘為韓國隊的男單教練。2016年，他移居馬來西亞，擔任國家隊男子單打教練，特別是針對新晉球員。